# Paramelomys mollis
Paramelomys mollis — вид мишоподібних гризунів родини мишеві (Muridae). Вид зустрічається лише на острові Нова Гвінея.

## Опис
Гризун середніх розмірів, з довжиною голови і тіла між 124 і 162 мм, довжина хвоста від 112,2 до 140 мм, довжина стопи між 31,5 і 34,2 мм, довжина вух між 16,2 і 20,1 мм, а вага до 117 г.
Шерсть довга, м'яка і пухнаста. Спина коричнева, з червоним відтінком. Черево сіро-коричневого кольору. Задня частина ніг коричнево-жовтого кольору. Хвіст коротший, ніж голова і тіло, темний біля основи, світліший біля кінчика.

## Поширення
Вид є ендеміком Нової Гвінеї. Є багато розрізнених популяцій, що розкидані по гірському хребті Центральні Кордильєри від гір Арфак до гори Дайман. Вид описаний на висоті 1200–2200 м.

## Спосіб життя
Це наземний гризун, що живе під пологом тропічного дощового лісу. Є випадки знаходження виду у садах поблизу людських поселень. Цей вид має низьку репродуктивність: самиці народжують лише одне дитинча.